# Şalom
A Şalom (héber: „béke”) törökországi zsidó hetilap. A címe a héber szó törökös helyesírásával áll elő. 1947. október 29-én alapította a Avram Leyon török-zsidó újságíró. Isztambulban jelenik meg. A ladino oldaltól eltekintve török nyelvű a lap. Felelős szerkesztője Yakup Barokas. A példányszám 5000 körül van.

## Lásd még
- Török média